# Саватеда Файнс
Саватеда Файнс (англ. Savatheda Fynes; нар. 17 жовтня 1974) — багамська легкоатлетка, що спеціалізується на спринті, олімпійська чемпіонка 2000 року, срібна призерка Олімпійських ігор 1996 року, чемпіонка світу.

## Кар'єра
| Рік                           | Змагання                      | Місто                         | Місце                         | Дисципліна                    | Примітки                      |
| Представник Багамські Острови | Представник Багамські Острови | Представник Багамські Острови | Представник Багамські Острови | Представник Багамські Острови | Представник Багамські Острови |
| ----------------------------- | ----------------------------- | ----------------------------- | ----------------------------- | ----------------------------- | ----------------------------- |
| 1995                          | Чемпіонат світу               | Гетеборг, Швеція              | 6 (чвертьфінал)               | біг на 100 метрів             | 11.36                         |
| 1995                          | Чемпіонат світу               | Гетеборг, Швеція              | 5 (забіги)                    | біг на 200 метрів             | 23.01                         |
| 1995                          | Чемпіонат світу               | Гетеборг, Швеція              | 4                             | естафета 4×100 метрів         | 43.14                         |
| 1996                          | Олімпійські ігри              | Атланта, США                  | 6 (чвертьфінал)               | біг на 200 метрів             | 23.26                         |
| 1996                          | Олімпійські ігри              | Атланта, США                  | 2                             | естафета 4×100 метрів         | 42.14                         |
| 1997                          | Чемпіонат світу               | Афіни, Греція                 | 3                             | біг на 100 метрів             | 11.03                         |
| 1997                          | Чемпіонат світу               | Афіни, Греція                 | 6                             | естафета 4×100 метрів         | 42.77                         |
| 1999                          | Чемпіонат світу в приміщенні  | Маебасі, Японія               | 4                             | біг на 60 метрів              | 7.09                          |
| 1999                          | Чемпіонат світу               | Севілья, Іспанія              | 6 (півфінал)                  | біг на 100 метрів             | 11.15                         |
| 1999                          | Чемпіонат світу               | Севілья, Іспанія              | 1                             | естафета 4×100 метрів         | 41.92                         |
| 2000                          | Олімпійські ігри              | Сідней, Австралія             | 6                             | біг на 100 метрів             | 11.22                         |
| 2000                          | Олімпійські ігри              | Сідней, Австралія             | 1                             | естафета 4×100 метрів         | 41.95                         |
| 2001                          | Чемпіонат світу в приміщенні  | Лісабон, Португалія           | 4                             | біг на 60 метрів              | 7.15                          |
| 2003                          | Чемпіонат світу в приміщенні  | Бірмінгем, Велика Британія    | —                             | біг на 60 метрів              | DNS                           |
| 2003                          | Чемпіонат світу               | Париж, Франція                | 6 (чвертьфінал)               | біг на 100 метрів             | 11.36                         |
| 2003                          | Чемпіонат світу               | Париж, Франція                | 3 (забіги)                    | естафета 4×100 метрів         | 43.64                         |